# Ligne de Rethondes à La Ferté-Milon
La ligne de Rethondes à La Ferté-Milon est une ancienne ligne ferroviaire française à écartement standard et à voie unique non électrifiée. Elle reliait le chef-lieu d'arrondissement de Compiègne, important carrefour ferroviaire avant-guerre à la gare de La Ferté-Milon dans la vallée de l'Ourcq, sur la ligne de Trilport à Bazoches. En gare de Villers-Cotterêts, elle est en correspondance avec la ligne de La Plaine à Hirson et Anor (frontière). Il s'agit d'une des lignes qui établissait une jonction entre les réseaux de la Compagnie des chemins de fer du Nord et la Compagnie des chemins de fer de l'Est. Entre Villers-Cotterets et l'Ourcq, elle avait remplacé l'une des premières voies ferrées de France. Le trafic voyageurs repose sur l'attrait de la station thermale de Pierrefonds et de son château. La Compagnie du Nord avait fait de la ligne une vitrine pour l'exploitation moderne d'une ligne secondaire, en instaurant une desserte fréquente entièrement assurée par des autorails modernes. 
La ligne de Rethondes à La Ferté-Milon constitue la ligne no 233000 du réseau ferré national.

## Historique

### La ligne de Villers-Cotterets au Port aux Perches (1839-1884)
Par ordonnance royale du 6 juin 1836, une voie ferrée industrielle à voie normale est concédée au comte Charles-Esprit Charpentier, fils de Henri François Marie Charpentier. Longue de 8,591 km, elle doit permettre d'acheminer la production industrielle de la ville de Villers-Cotterêts et les produits forestiers de la forêt de Retz vers la capitale, via Port-aux-Perches et l'Ourcq alors en cours de canalisation. La compagnie d'exploitation du canal de l'Ourcq signe une partie du capital de la Société du chemin de fer de Villers-Cotterets à Port-aux-Perches enregistrée le 1er décembre 1838, et l'ouverture au trafic de marchandises a lieu le 1er mai 1839. Or, au bout de quatre années d'exploitation, les actionnaires ne sont pas parvenus à rembourser les frais de construction, et sont contraints de céder la société à M. Bertrand par adjudication du 22 juin 1842. Le nouvel exploitant réussit à rendre l'exploitation légèrement bénéficiaire, mais décide toutefois de vendre la ligne à la Compagnie des chemins de fer du Nord par convention du 21 juin 1857,. Cette convention est approuvée par un décret impérial le 26 juin suivant.
Ce sera la ligne la plus ancienne ayant appartenu à la Compagnie du Nord, mais il reste toutefois à préciser qu'elle est exploitée sans locomotives. Tenant compte des flux de transport quasiment unidirectionnels, l'acheminement des rames chargées s'opère par la gravité, les rames vides étant en partie remorquées par des chevaux. Concrètement, la ligne se divise en trois sections. De Villers-Cotterets jusqu'au carrefour du Pavé Neuf, en pente continue de 5 à 6 ‰, les rames descendent par gravité sur 3 km environ, accompagnées par un garde-frein devant les arrêter à la fin de ce parcours. Suit un plan incliné de 839 m de long, où la rame chargée descendante est reliée par un câble à une rame majoritairement vide remontante. Dans la terminologie d'époque, il est question d'un « plan incliné automoteur ». Le câble tourne autour d'une grande poulie au sommet, et est maintenu par des petites poulies le long de la voie. Les deux rames se croisent sur un évitement au milieu du plan incliné. De la station inférieure, désignée comme le Fond de Dampleux, la rame chargée continue sa descente par gravité. Au retour, les rames vides ou presque vides sont remorquées par des chevaux jusqu'au Fond de Dampleux, et du Pavé Neuf jusqu'à Villers-Cotterets. L'exploitation fonctionne avec vingt wagons et trois chevaux. Le personnel compte un receveur, deux conducteurs / garde-freins, trois manœuvres, deux gardes, un concierge et un palefrenier, soit dix personnes au total.

### La ligne de Rethondes à La Ferté-Milon (1884-1966)
La construction de la ligne de Rethondes à La Ferté-Milon découle du projet d'une ligne d'Amiens à Dijon, né en 1868 à l'instigation de M. de Beaurepaire, et soutenu par les six conseils généraux concernés ainsi que par 626 conseillers municipaux. L'idée est encore que la nouvelle ligne pourrait s'inscrire dans un corridor international Boulogne-Maritime - Vintimille. Certains promoteurs essaient de faire passer la ligne par Pierrefonds afin de faciliter le développement du tourisme de cette station thermale, disposant en même temps du château de Pierrefonds nouvellement restauré par Eugène Viollet-le-Duc, comme attraction de premier ordre. L'année suivante, un modeste projet de tramway à traction hippomobile entre Compiègne et Villers-Cotterets sera alternativement proposé, mais il est rapidement abandonné,.

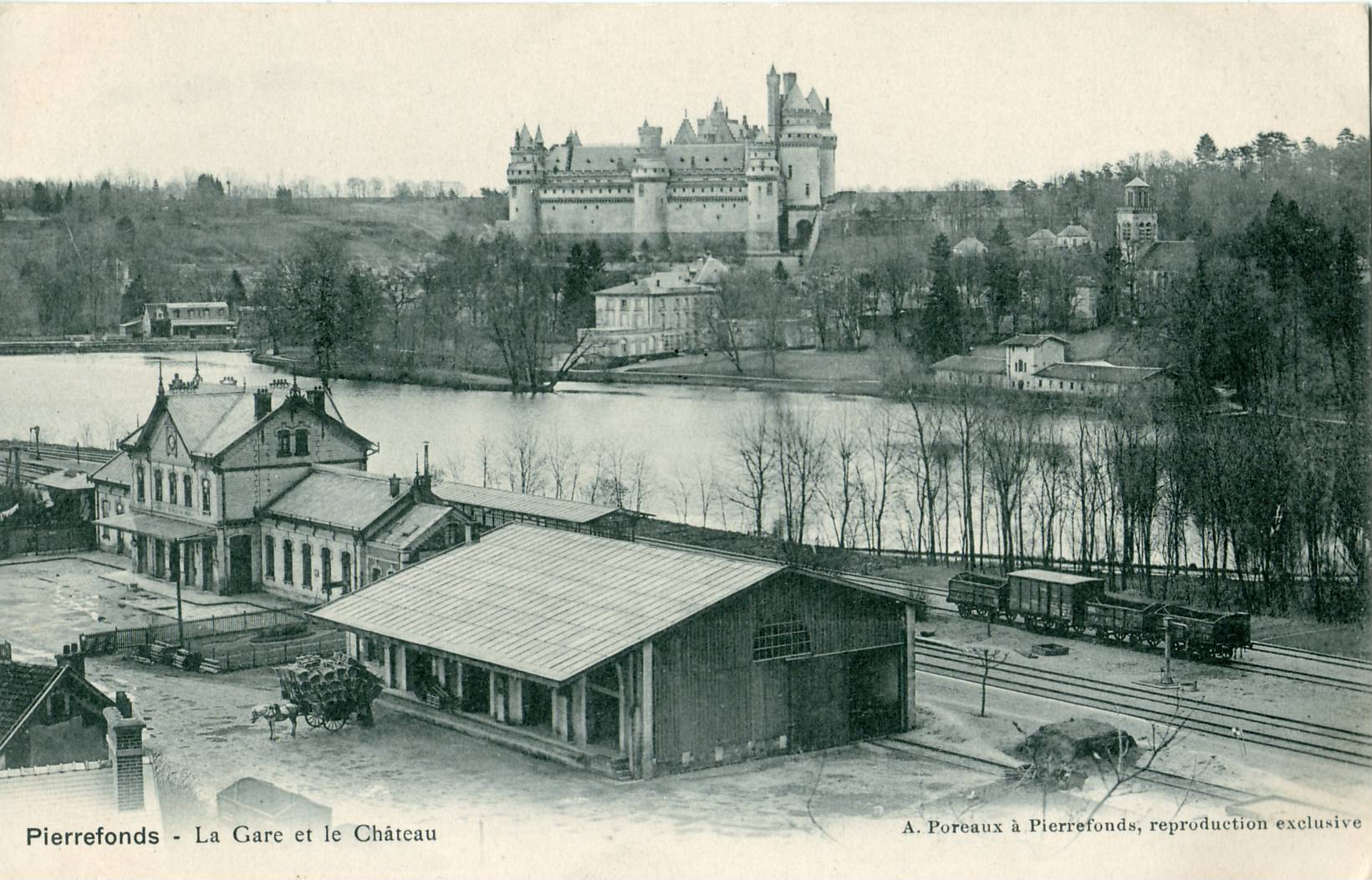
La gare de Pierrefonds sur le fond du lac artificiel et du château.

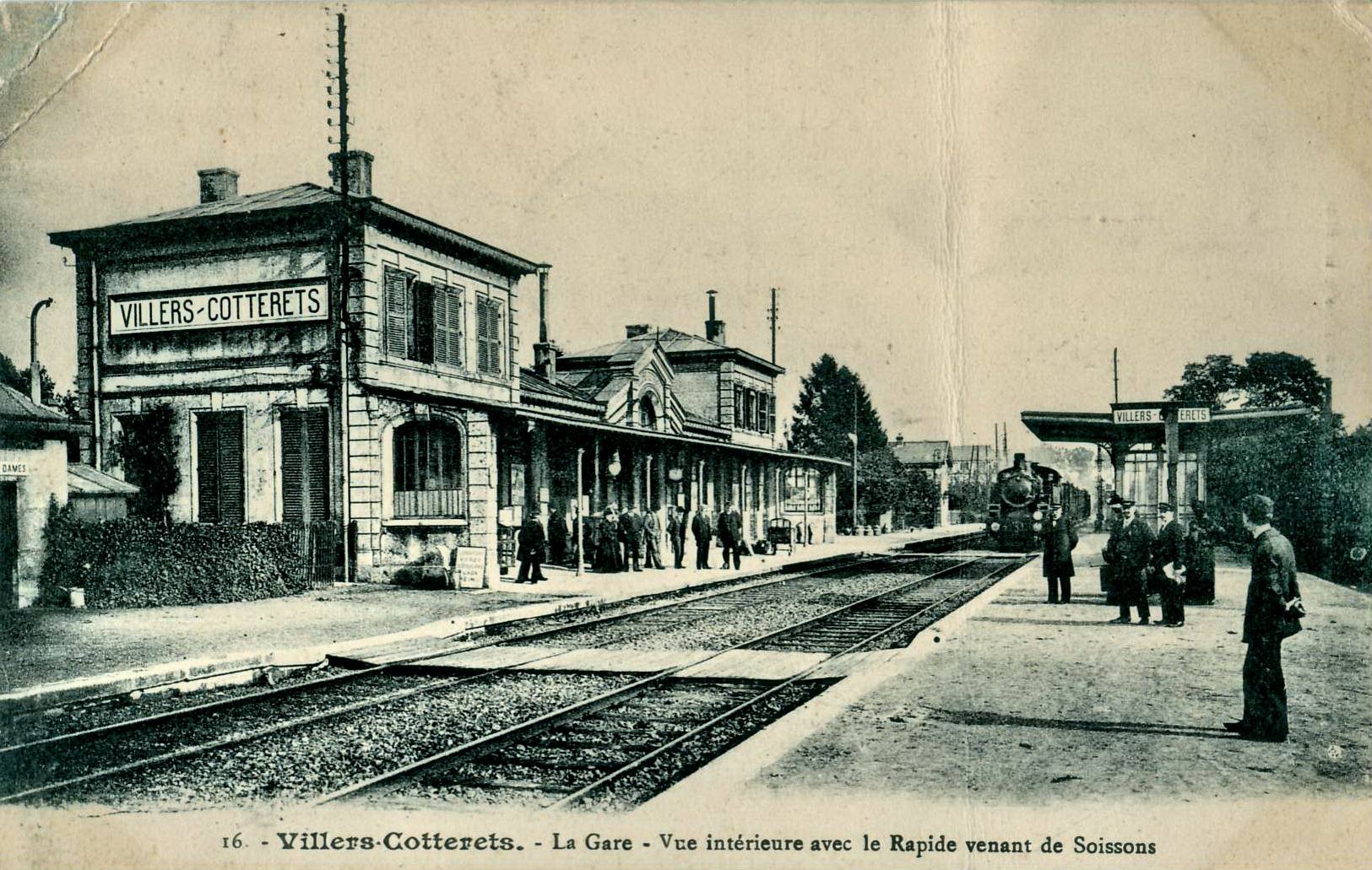
La gare de Villers-Cotterets, point de rencontre avec la ligne de Paris à Hirson.

C'est en 1875 que le projet avance significativement. M. de Beaurepaire sollicite la concession en son nom, mais le ministre des Travaux publics, Eugène Caillaux, préfère de traiter avec les grandes compagnies. La ligne est concédée à la Compagnie des chemins de fer du Nord par une convention signée le 30 décembre 1875 entre le ministre des Travaux publics et la compagnie. Cette convention est approuvée à la même date par une loi qui déclare la ligne d'utilité publique, en ce qui concerne la section d'Amiens jusqu'à l'Ourcq. Le lendemain la section de l'Ourcq à Dijon est concédée à la Compagnie des chemins de fer de l'Est. Les enquêtes ayant conclu qu'un tracé par Verberie et Ormoy-Villers serait plus favorable, la Compagnie du Nord obtient de pouvoir modifier ainsi l'itinéraire initialement prévu. Il en a résulté les lignes d'Ormoy-Villers à Boves et d'Ormoy-Villers à Mareuil-sur-Ourcq. C'est en cette dernière gare que la Compagnie de l'Est a préféré réaliser la jonction entre les deux réseaux. Cependant, grâce à l'initiative de M. Waddington, l'Assemblée nationale a maintenu le tracé primitif par Compiègne et Villers-Cotterêts, et a fixé La Ferté-Milon comme point de jonction entre les réseaux du Nord et de l'Est. Pour la section à construire par la Compagnie du Nord, le délai d'exécution est fixé à quatre ans à compter de l'approbation du projet définitif,.

La gare de Rethondes est choisie comme origine de la ligne, car une ligne de Rochy-Condé à Soissons passant par cette gare est d'ores et déjà en construction pour être livrée à la circulation dès le 9 juin 1881. À cette date, les travaux de terrassements pour la nouvelle ligne ne sont en cours que depuis deux mois. Ils commencent près de Rethondes et avancent assez rapidement, exception faite des rares sections où le terrain impose des travaux plus lourds. Ainsi, au nord de Pierrefonds, pour la courbe du Voliard, d'un rayon de 400 m, une tranchée de 20 m à 30 m de profondeur doit être creusée sur une longueur de 500 m. La terre extraite sert ensuite à remblayer l'endroit marécageux devant accueillir la gare de Pierrefonds. En outre, la section de 4 km de l'entrée de la forêt de Retz jusqu'à Éméville s'avère difficile. Remblais et tranchées se succèdent, et il faut construire non moins de six ponts afin d'éviter des passages à niveau avec les routes forestières, jugés gênants pour l'exploitation forestière. Six autres ponts sont construits entre Éméville et Villers-Cotterets. Les formalités d'expropriation pour la section de Villers-Cotterets au carrefour du Pavé Neuf (en forêt de Retz) donnent lieu à de nombreuses complications. De cet endroit jusqu'à Silly-la-Poterie, le tracé de la ligne ancienne est en grande partie récupéré. L'ancien terminus du Port-aux-Perches devient un prolongement de la gare de Silly-la-Poterie. La ligne ancienne est donc fermée en 1864.
L'ensemble du tracé est par ailleurs conçu pour une ligne à double voie, la concession stipulant qu'une deuxième voie devait être posée dès qu'un seuil de rentabilité serait atteint (ce qui ne sera jamais le cas). La section de Rethondes à Silly-la-Poterie par Gare de Villers-Cotterêts est ouverte à la circulation le 20 janvier 1884. Rethondes n'étant qu'une petite gare de bifurcation sans importance, les trains ont comme origine et destination la gare de Compiègne sur la ligne de Creil à Jeumont. La gare de La Ferté-Milon n'existe pas encore : elle ne sera ouverte que le 21 novembre 1885 dans le cadre de la ligne Est de La Ferté-Milon à Gare de Château-Thierry, dont la section de La Ferté-Milon à Oulchy - Breny sera ultérieurement intégrée dans la liaison de Meaux à Reims. C'est pour cette raison que la Compagnie du Nord attend le 21 novembre 1885 pour ouvrir à son tour le chaînon manquant entre Silly-la-Poterie et La Ferté-Milon.
Pendant la Première Guerre mondiale, la ligne se trouve à proximité des zones de combat dans sa section nord. L'exploitation civile cesse entre Compiègne et Pierrefonds, et un unique aller-retour omnibus n'est maintenu qu'entre Pierrefonds et La Ferté-Milon. En préparation à l'offensive du général Nivelle, un raccordement entre les lignes de Villers-Cotterets et Soissons est construit près de Rethondes, et des positions d'artillerie lourde sur voie ferrée sont aménagées dans les environs de la ligne. Sur un tel épi, dans la voiture-restaurant CIWL 2419-D, aura lieu la signature de l'armistice le 11 novembre 1918. Le lieu est désormais connu comme la clairière de l'Armistice, et la voiture y est exposée, bénéficiant depuis 1927 d'un pavillon commémoratif. C'est dans la même voiture que l'armistice du 22 juin 1940 est préparé la veille en présence d'Adolf Hitler et des plus hauts dignitaires nazis ; l'armistice est signé le 22, en l'absence de Hitler, par les généraux allemand Keitel et français Huntziger. La voiture est ensuite envoyée en Allemagne, où se perdent ses traces. Toutefois, après la chute du mur de Berlin, des restes du wagon brûlé par les SS en avril 1945 ont été restitués au musée de l'Armistice par les habitants de Crawinkel en Thuringe. 
Le service voyageurs cesse officiellement en date du 25 février 1940, la raison étant l'absence de trafic touristique en temps de guerre et la pénurie de carburant. Un service public limité à deux allers-retours par jour est toutefois réinstauré entre Villers-Cotterets et La Ferté-Milon dès le début de l'Occupation allemande en été 1940. D'abord assuré par autorail, la traction à vapeur est réinstaurée le 6 octobre. Puis, le service est réduit à un unique aller-retour quotidien, qui toutefois dessert de nouveau la totalité de la ligne jusqu'à Compiègne à compter du 4 mai 1942. En cas d'interruption de la ligne principale Paris - Villers-Cotterets, des trains directs sont détournés via Pierrefonds. Tout service voyageurs disparaît de nouveau avec la Libération. 
Des services partiels reviennent de nouveau avec l'horaire d'hiver 1945, d'abord entre Villers-Cotterets et Morienval seulement. Au service d'été 1946, s'y ajoute la section de Villers-Cotterets à Silly-la-Poterie. Pendant le service d'hiver 1946, le service voyageurs fonctionne entre Morienval, Villers-Cotterets et La Ferté-Milon. Au lieu de reprendre le service jusqu'à Compiègne, la section de Villers-Cotterets à Morienval perd une deuxième fois ses trains de voyageurs avec le service d'été 1947, et le service d'été 1949 apporte la suppression définitive du trafic voyageurs entre Villers-Cotterets et La Ferté-Milon. Le court tronçon entre Silly-la-Poterie est rapidement fermé à tout trafic et son déclassement intervient dès le 12 novembre 1954 (voir ci-dessous). Sur le reste de la ligne, le modeste trafic de marchandises se maintient jusqu'au 1er juillet 1966. La courte section entre Villers-Cotterets et la zone industrielle de Pisseleux (2,4 km) est toutefois transformée en embranchement particulier d'une briqueterie. Dès l'année suivante, la dépose de la voie commence entre Rethondes et Éméville, et les bâtiments sont vendus à des particuliers.

### Ambulant postal

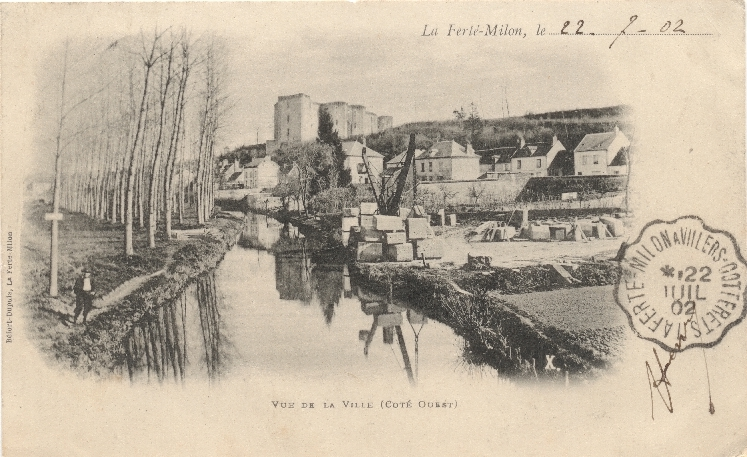
Timbre à date crénelé d'ambulant postal sur cette ligne (oblitération du 22 juillet 1902).

Un service d' ambulant postal a fonctionné sur cette ligne avant 1914. Les lettres étaient déposées dans les gares et, dans le train, un employé oblitérait la lettre avec un timbre à date rond à créneaux, typique des cachets d'ambulants postaux français du début du XXè siècle.

### Dates de déclassement
- De Silly-la-Poterie à La Ferté-Milon (PK 109,200 à 109,950) : 12 novembre 1954[16].
- Section à Silly-la-Poterie (PK 109,040 à 109,200) : 9 février 1962[17].
- De Rethondes à Éméville (PK 70,120 à 98,200) : 14 mars 1967[18].
- De Pisseleux (garage) à Pavé-Neuf (garage) (PK 101,750 à 103,920) : 26 juillet 1973[19].
- De Pavé-Neuf à Silly-la-Poterie (PK 103,920 à 109,040) : 29 octobre 1970[20].

## Description de la ligne

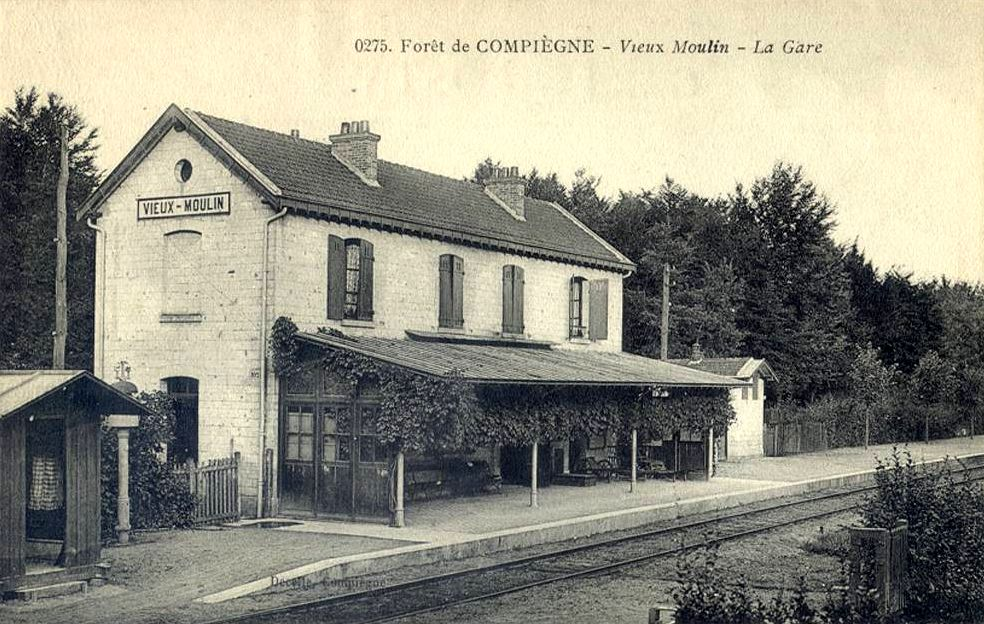
La halte de Vieux-Moulin.

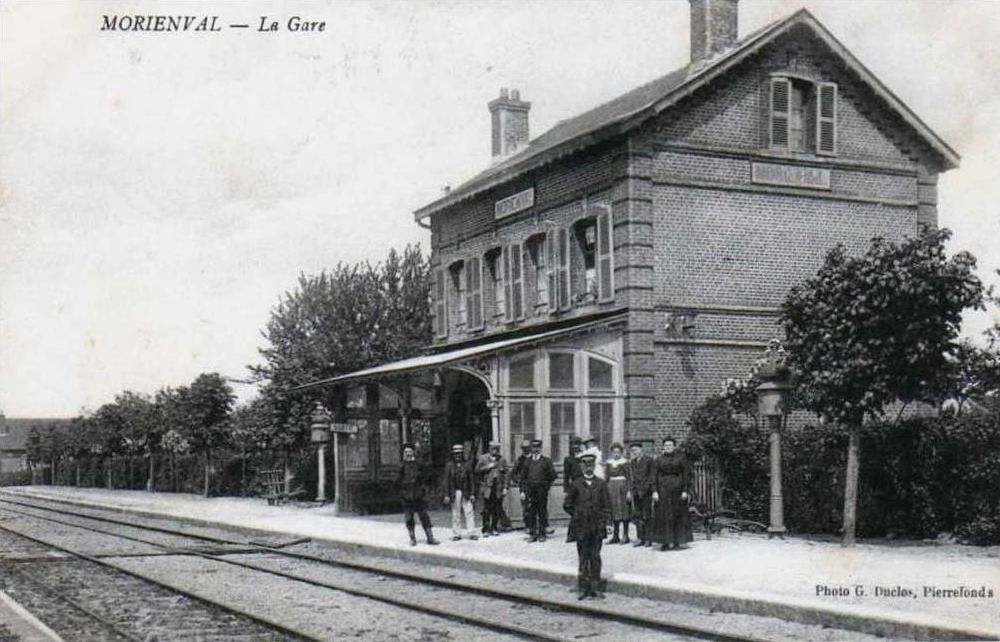
La gare de Morienval.

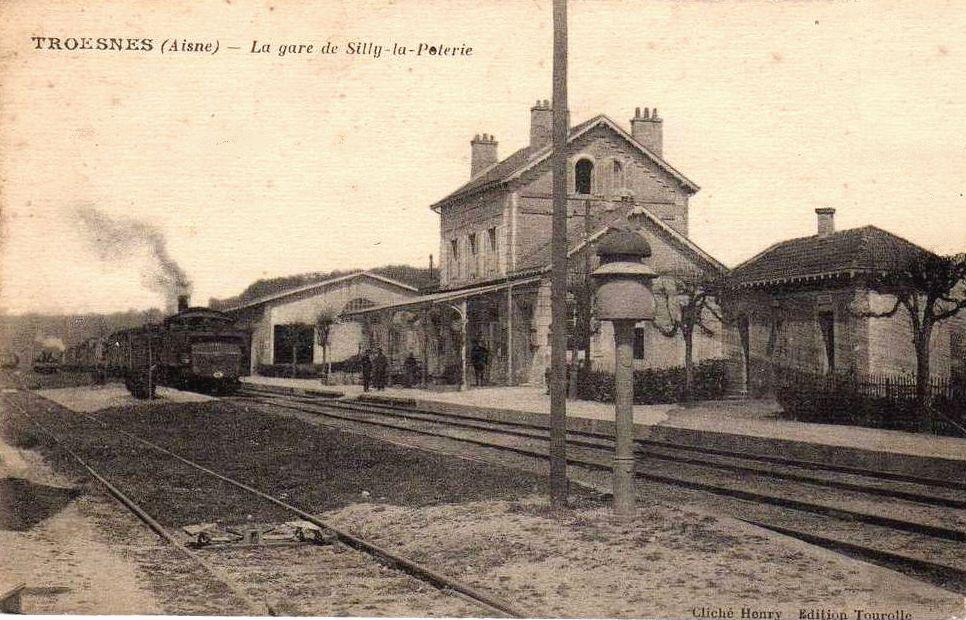
La gare de Silly-la-Poterie.

La ligne de Rethondes à La Ferté-Milon prend son origine à la bifurcation de Rethondes au P.K. 69,373 de la ligne de Rochy-Condé à Soissons (origine du chaînage : gare de Beauvais), ou autrement dit à l'entrée de la gare de Rethondes, qui est située au P.K. 69,597. Alors que la ligne vers Soissons continue son parcours en lisière de la forêt de Compiègne, celle vers La Ferté-Milon pénètre en pleine forêt et épouse un trajet sinueux à proximité de la RD 547 jusqu'à la halte de Vieux-Moulin (P.K. 63,2). Cette dernière est située en courbe et ne comporte pas d'autre voie que la voie principale de la ligne. De la sortie sud de la halte jusqu'au carrefour RD 973 / RD 547 près de Pierrefonds, la ligne ne présente qu'une seule courbe et est rectiligne sur la majorité du parcours (section transformée en piste cyclable). Avant Pierrefonds, au niveau de la courbe du Voliard en tranchée déjà mentionnée, existe une rampe de 11 ‰, avant que la voie ne descende légèrement vers la gare de Pierrefonds (P.K. 79,4). Cette gare, principal établissement entre Compiègne et Villers-Cotterets, dispose d'une prise d'eau. 
Bientôt après Pierrefonds, la ligne sort de la forêt de Compiègne, mais le tracé redevient sinueux jusqu'à la halte de Haramont peu avant Villers-Cotterets. La section jusqu'à Morienval comporte deux rampes de 15 % totalisant près de 4 km. S'y situe le point d'arrêt de Palenne (aujourd'hui Palesne), hameau de la commune de Pierrefonds (P.K. ?). Ensuite, la gare de Morienval (P.K. 85.2), en pleins champs et à plus de 3 km de la localité près du hameau de Brassoir, marque le début d'une section près de la ligne de partage des eaux entre les bassins de l'Automne et de l'Aisne, et près de la limite entre les départements de l'Oise et de l'Aisne. La ligne pénètre dans l'Aisne et traverse le secteur occidental de la forêt de Retz, desservant au passage le point d'arrêt de Bonneuil-en-Valois (P.K. ?). Au niveau d'Éméville, la ligne retourne dans le département de l'Oise pour deux courtes sections, la gare d'Éméville (P.K. 91,8), tout comme la commune, étant effectivement situées dans l'Oise. Éméville est la troisième et dernière gare sur la section comprise entre Rethondes et Villers-Cotterets (exclus). Haramont (P.K. 95,0) n'est qu'une halte sans autre voie que la voie principale de la ligne. 
Après Haramont, la ligne se dirige en direction du sud-est par un tracé rectiligne et se rapproche de Villers-Cotterets. Toutefois, la gare étant localisée à l'autre extrémité de la ville, la voie ferrée contourne l'agglomération par le nord et par l'est à une certaine distance. Au P.K. 97,5, la halte de Villers-Cotterets, à l'extrémité nord du parc du château, était desservie pendant un certain temps, mais disparaît avec l'instauration des autorails. À 1 km de la gare de Villers-Cotterets, la ligne rencontre celle de Hirson à la bifurcation de Villers-Cotterets (P.K. 78,355 de la ligne de La Plaine à Hirson et P.K. 98,4 de la ligne de Rethondes à La Ferté-Milon). La longueur de la section appartenant à la ligne en propre est donc de 28,8 km environ depuis la gare de Rethondes. L'entrée en gare de Villers-Cotterets (P.K. 99,3) se fait depuis le nord-est, sur les voies de la ligne d'Hirson, dans la même direction que les trains à destination de Paris. 
Par contre, la ligne de La Ferté-Milon dispose de sa propre voie à la sortie sud de Villers-Cotterets, parallèle à la ligne principale jusqu'au P.K. 76,5 de cette dernière. Ensuite, le tracé décrit une courbe de 90° et se dirige vers l'ouest, passant par la zone industrielle de Pisseleux avec ses embranchements particuliers. Le tracé est rectiligne de là jusqu'au carrefour du Pavé-Neuf, point de fusion avec le tracé de la vieille ligne de Port-aux-Perches, puis devient de nouveau sinueux pour la descente vers la vallée de l'Ourcq. Les pentes atteignent également les 15 ‰, ce qui peut expliquer que le point d'arrêt d'Oigny-Dampleux n'a pas été prévu dès l'origine. Une dernière ligne droite intervient avant la gare de Silly-la-Poterie (P.K. 109,0), orientée exactement nord-sud. La gare succède à celle de Port-aux-Perches et s'étend jusqu'au port à son extrémité sud. Elle est dotée d'une prise d'eau tout comme Pierrefonds ; c'est la quatrième et dernière gare sur la ligne. Le port, qui existe toujours, est assez éloigné de Sily-la-Poterie, mais seulement 450 m le séparent de la ligne de Trilport à Bazoches. De ce fait, dès le P.K. 110,0, soit 10,7 km après Villers-Cotterets, la bifurcation avec cette ligne est atteinte (bifurcation de Troësnes ouest). Vers La Ferté-Milon, les trains de la ligne de Villers-Cotterets circulent sur la double voie de la ligne de Trilport à Bazoches pendant 3,2 km, et arrivent en gare dans la même direction que les trains à destination de Meaux et Paris. Sans doute inspiré par l'idée initiale d'utiliser la ligne de Rethondes à La Ferté-Milon pour la relation Amiens - Dijon, un raccordement de Troësnes vers la bifurcation de Troësnes-est a également été construit,.
La ligne n'est pas équipée de block-système, le cantonnement téléphonique étant appliqué pour l'espacement des circulations. Les gares sont configurées selon le principe de la voie directe simplifiée type Nord. Après la suppression du service voyageurs, le régime d'exploitation et de régulation devient celui de la voie unique à trafic restreint.

## Matériel roulant ayant circulé sur la ligne
Jusqu'en 1932, les trains de voyageurs sont tractés par des locomotives à vapeur, puis ils sont assurés par des autorails jusqu'au 6 octobre 1940.
Les locomotives à vapeur sont mises à disposition par le dépôt de Compiègne : 220 « Outrance » série 2.800, 222 T série 2.200 « Revolver » pour les trains de voyageurs, et 030 série 3.600, 040 série 4.000 pour les trains de marchandises. Quant aux trains spéciaux d'excursion pour Pierrefonds depuis la région parisienne, elles sont remorqués par des 221 série 2.600 « Atlantic ».
Le développement du trafic voyageurs étant particulièrement favorable sur la ligne, la Compagnie du Nord en profite pour densifier l'offre et en y affectant des autorails modernes. Leur capacité en places assises est relativement restreinte et la motorisation ne permet pas la traction de remorques, ce qui fait d'une ligne secondaire à fréquence de desserte élevée un champ d'expérimentation idéal. C'est en même temps l'occasion de fidéliser une clientèle en grande partie touristique, susceptible d'abandonner le chemin de fer en faveur de l'autocar ou de l'automobile. 
En 1932, les deux premiers autorails affectés à la relation de Compiègne à La Ferté-Milon par Rethondes sont les Decauville ZZ 13 et 14 (futurs ZZ DC 1001 et 1002 SNCF), reconnaissables par leurs capots-moteurs arrondis aux deux extrémités. Viennent ensuite les Baudet Donon Roussel ZZ 15 et 16, dont une extrémité évoque les constructions britanniques de l'époque, et l'autre, très aigüe, les futurs « Standard ». Puis, en mai 1934, arrivent les Renault VH ZZ 20 et 21. Mais le ZZ 21 étant bientôt accidenté et radié, le ZZ 20 est vendu au réseau de l'État où il devient le ZZy 24065, et l'épisode des VH sur le Nord se termine rapidement. L'automotrice à vapeur moderne système Sentinel ZZ 19 est également essayée sur la ligne en 1937. Tous ces types ne sont pas commandés en série par la Compagnie du Nord. C'est seulement le cas des ADN & Standard (futurs X 23000 SNCF), qui eux aussi ne manqueront pas d'être employés entre Compiègne et La Ferté-Milon.
Après la Seconde Guerre mondiale, le service de marchandises est assumé par des G8.1 ex-Prusse, 140 américaines « Pershing » et des 141 R, limitées toutefois à la section de Compiègne à Rethondes. La traction diesel s'installe pendant les années 1960 avec les 040 DE (BB 63000),.

## Exploitation et trafic
La ligne de Rethondes à La Ferté-Milon ne verra jamais circuler des trains Amiens - Dijon et ne connaîtra pas de trafic de transit de longues distances en temps de paix. Tous les trains, voyageurs ou marchandises, seront toujours des omnibus. 

### Le trafic de voyageurs

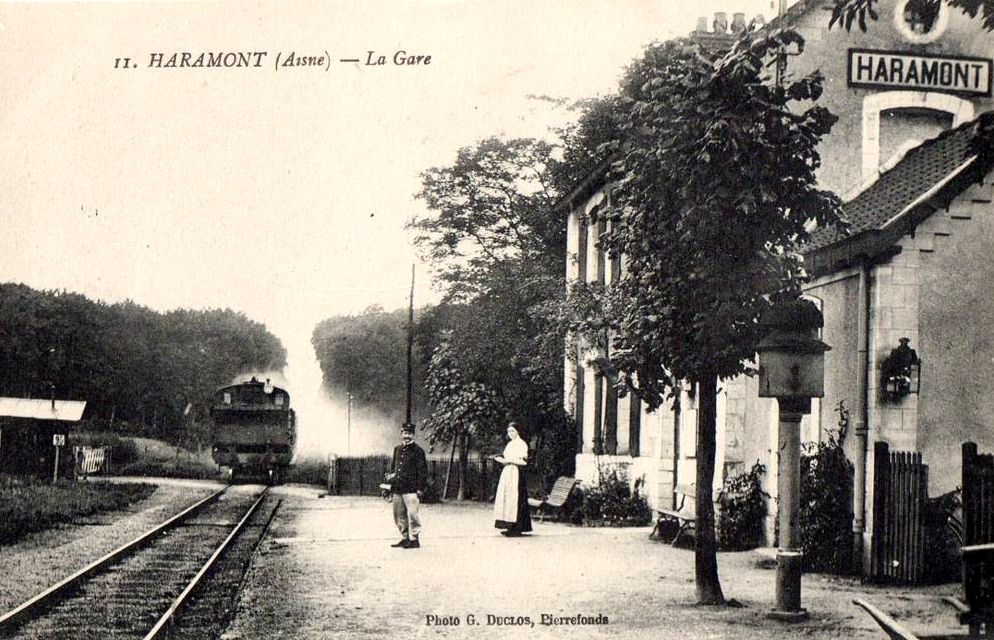
Train de voyageurs approchant de la halte d'Haramont.

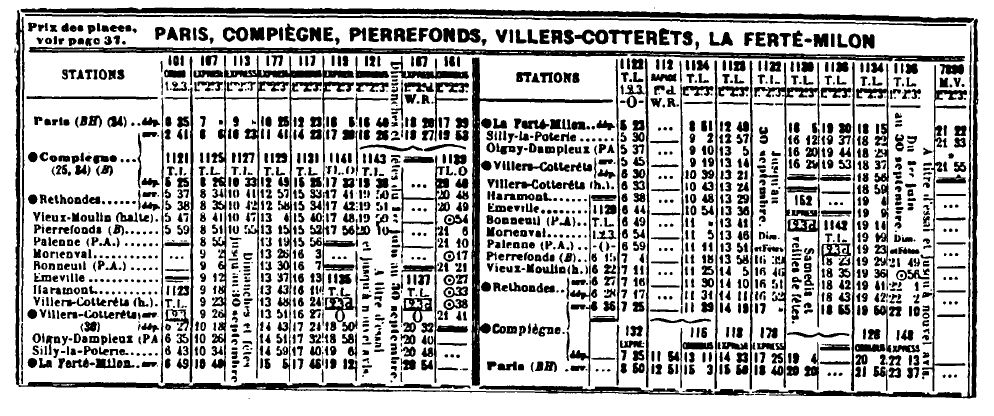
Horaire de mai 1914.

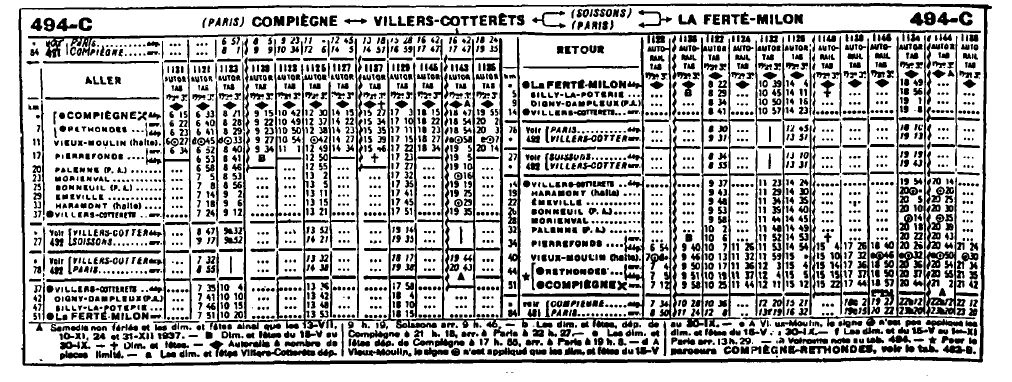
Horaire de janvier 1938.

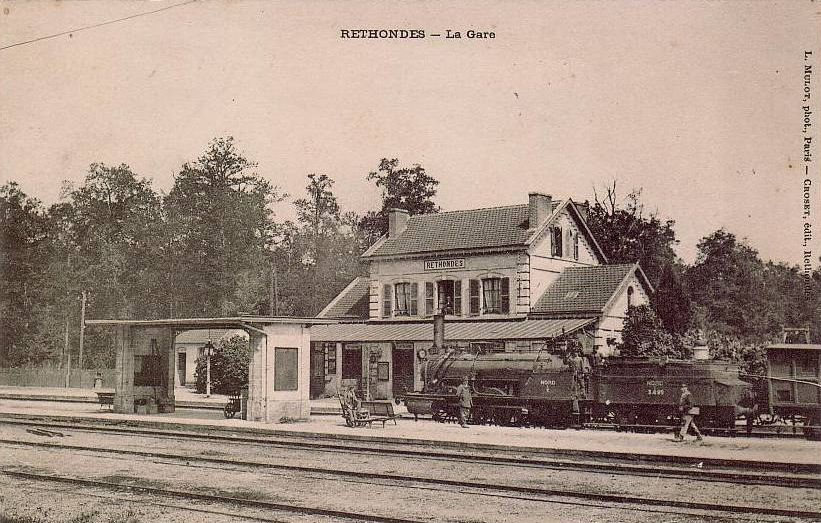
Train de marchandises en gare de Rethondes.

Dès l'ouverture de la ligne, la desserte voyageurs comprend trois allers-retours de bout en bout et deux allers-retours partiels Compiègne - Villers-Cotterets. En 1900, un aller-retour partiel Compiègne - Pierrefonds est ajouté à l'horaire. C'est le début d'un renforcement successif de l'offre, si bien qu'en été 1914, l'on verra circuler :
- trois allers-retours Compiègne - La Ferté-Milon, avec toutefois de longs arrêts en gare de Villers-Cotterets, souvent compris entre 45 min et une heure ;
- un aller-retour Compiègne - Villers-Cotterets ;
- deux allers-retours Compiègne - Pierrefonds (quatre les dimanches et jours fériés) ;
- trois allers-retours Villers-Cotterets.

Ainsi, l'offre comporte au total six allers-retours quotidiens entre Compiègne et Pierrefonds ainsi qu'entre Villers-Cotterets et La Ferté-Milon, et quatre allers-retours sur le tronçon central de la ligne. Le temps de parcours pour les 37 km de Compiègne à Villers-Cotterets s'établit autour d'une heure, avec huit arrêts intermédiaires. Le trajet de Villers-Cotterets à La Ferté-Milon dure une vingtaine de minutes, avec deux arrêts intermédiaires. Tous les trains sont des trains légers et comportent les trois classes, sauf les trois navettes pour La Ferté-Milon, qui ne proposent pas la 1re classe. L'arrêt d'Oigny-Dampleux n'est ouvert qu'en 1896.
Après la Première Guerre mondiale, le trafic de voyageurs n'atteint pas tout de suite son niveau d'avant-guerre. De ce fait, en 1925 encore, une seule des navettes pour Pierrefonds est maintenue pendant l'horaire d'hiver, mais trois navettes supplémentaires sont mises en marche du 5 juin au 15 novembre, et une cinquième les dimanches et jours fériés du 21 juin au 27 septembre. Les navettes entre Villers-Cotterets et La Ferté-Milon disparaissent, mais le quatrième aller-retour Compiègne - Villers-Cotterets est prolongé sur La Ferté-Milon.
Le remplacement des trains à vapeur par des autorails sur tous les trains de voyageurs apporte une réduction du temps de parcours, qui passe à 48 min pour Compiègne - Villers-Cotterets, et à 16-19 min pour Villers-Cotterets - La Ferté-Milon, soit une vitesse commerciale de respectivement 46,25 km/h et 49,4 km/h. Un cinquième aller-retour Compiègne - Villers-Cotterets est mis en place les week-ends et jours fériés, et les quatre navettes pour Pierrefonds circulent désormais toute l'année, leur nombre étant porté à six les dimanches et jours fériés. Vers 1937/38, une navette supplémentaire est enfin ajoutée. Désormais, neuf allers-retours existent donc entre Compiègne et Pierrefonds, voire dix les samedis et douze les dimanches et jours fériés. Le programme de circulation fait recours à trois autorails du centre de Compiègne.

### Le trafic de marchandises
Le trafic marchandises se résume généralement à un unique aller-retour, quittant Compiègne vers 7 h 00 et retournant vers 18 h 00. Les principales marchandises chargées sur les voies de débords des gares sont les produits de la forêt (bois en grumes, traverses, bois de mine, bois de chauffage, etc.) ; des produits agricoles (céréales en été, des betteraves en automne, de la paille et du fourrage, des bestiaux) ; des pierres extraites des carrières ; ainsi qu'à Silly-la-Poterie, des produits de poterie. Les trois gares de Rethondes, Pierrefonds et Éméville possèdent des portiques roulantes d'une charge utile de 20 t, facilitant le chargement des grumes et des blocs de pierre. À la réception, le charbon pour la sucrerie de Pierrefonds et la raffinerie de Morienval est le produit dominant. 
Le trafic de marchandises peut s'appuyer solidement sur un nombre croissant d'embranchements particuliers : une briqueterie et une carrière à Bonneuil-en-Valois, une carrière à Éméville, et une briqueterie à Villers-Cotterets / Pisseleux. Après la fermeture de la ligne, la voie desservant cette dernière briqueterie est maintenue pour servir d'embranchement particulier, comme déjà mentionné. D'autres clients se branchent sur cette voie industrielle : un négociant de machines agricoles, un entrepôt de pièces détachées du groupe Volkswagen, une usine chimique et la coopérative Villers-Fruits. En 1976, les expéditions portent sur 5 200 t, contre 60 000 t d'arrivages (principalement machines agricoles et pièces détachées),.

### Service par autocars
Après la fin du service voyageurs par rail, l'entreprise de M. Charlot de Compiègne instaure une ligne d'autocars de Compiègne pour Villers-Cotterets. Le tronçon final jusqu'à La Ferté-Milon perd rapidement sa desserte par transports en commun. En été 1969, seulement deux aller-retours sont proposés entre Compiègne et Villers-Cotterets (un seul le dimanche), ainsi que deux navettes pour Pierrefonds (trois le dimanche). 
Vers 2005, la section Pierrefonds - Villers-Cotterets n'est plus desservie que les jours de marché à Villers-Cotterets, puis avec le nouveau contrat de délégation de service public passé par le Conseil général de l'Oise, cette section n'est plus desservie du tout à compter de janvier 2009 (Morienval étant toutefois desservie par la ligne 28 Compiègne - Crépy-en-Valois). L'horaire de la ligne 27 du réseau départemental compte cinq allers et quatre retours Compiègne - Pierrefonds du lundi au samedi en période scolaire, et deux allers et trois retours pendant les vacances scolaires, mais la ligne ne fonctionne que les mercredis et samedis pendant les vacances scolaires d'été. Pour des raisons d'économie, plusieurs services sont combinés avec la ligne 28, ce qui implique d'importants détours et des temps de parcours significativement allongés. Le transport est toujours assuré par la société Charlot (aujourd'hui établie à Choisy-au-Bac) au sein du groupement Atriom du Compiègnois.

## Vestiges
Les remblais et tranchées permettent toujours d'identifier le tracé sur le terrain, tant celui de la ligne de Rethondes à La Ferté-Milon que celui de la vieille ligne de Villers-Cotterets au Port aux Perches. Il subsiste en partie, cependant interrompu sur plusieurs sections, notamment 1 km au nord d'Haramont, 1,2 km au nord d'Éméville, ainsi que par des ouvrages routiers en plusieurs endroits au nord de Villers-Cotterets. Sur deux sections seulement, le tracé a été transformé en chemin : en forêt de Compiègne, entre un point près de l'ancienne halte de Vieux-Moulin et le carrefour routier RD 973 / RD 547 au nord-ouest de Pierrefonds, il est devenu une piste cyclable sur 4,1 km. Dans le secteur occidental de la forêt de Retz, sur le territoire communal de Haramont, le tracé est devenu le « chemin du Pommier Walleyrand » sur 3,4 km entre Bonneuil-en-Valois et Éméville. Ce chemin entre partiellement dans un sentier de randonnée balisé. Plusieurs petits ponts et passages supérieurs ou inférieurs subsistent également, mais ceux franchissant des routes fréquentées ont été rasés pour libérer le profil.
Ailleurs, quelques parties sont praticables à pied, cependant certains tronçons envahis par une végétation 
dense sont inaccessibles, notamment au nord-est d'Oigny-en-Valois.
Le bâtiment de la halte de Vieux-Moulin est devenu une maison forestière dès la fermeture de la ligne, et le bâtiment-voyageurs de Morienval est utilisé comme relais de chasse depuis. Les gares d'Éméville et Silly-la-Poterie (cette dernière au bout d'une longue période d'abandon), ainsi que les haltes d'Haramont et Villers-Cotterets ont été rachetées par des particuliers pour servir de logement. La gare de Pierrefonds a été inscrite Monument historique en 1977,, mais sa restauration ne s'est terminée qu'une dizaine d'années plus tard. Le bâtiment représentatif en pierre de taille abrite plusieurs logements. Les quais et la marquise sur le deuxième quai sont toujours en place, et l'ancienne vocation ferroviaire de l'ensemble reste clairement visible.

#### Ouvrages ou articles généraux
- José Banaudo, Trains oubliés : 4. l'État, le Nord, les Ceintures, Menton, éditions du Cabri, 1982, 223 p. (ISBN 2903310246), p. 149-151.
- Marc Gayda, André Jacquot, Patricia Laederich et Pierre Laederich, Histoire du réseau ferroviaire français, Valignat (03), éditions de l’Ormet, 1996, 194 p. (ISBN 2-906575-22-4).
- Yves Tardieu, « Un chemin de fer en forêt de Retz », Bulletin de la Société historique locale de Villers-Cotterets, vol. XXXVII,‎ 1992, p. 169-199 (lire en ligne, consulté le 10 mai 2011).

#### Ouvrage technique
- Carnet de marches-types pour trains spéciaux, SNCF - région Nord, 1951, 119 p..